# بنفسج أكوادوري
بنفسج أكوادوري (الاسم العلمي:Viola ecuadorensis) هو نوع من النباتات يتبع جنس البنفسج من فصيلة البنفسجية.